# Shimon Ben-Shlomo

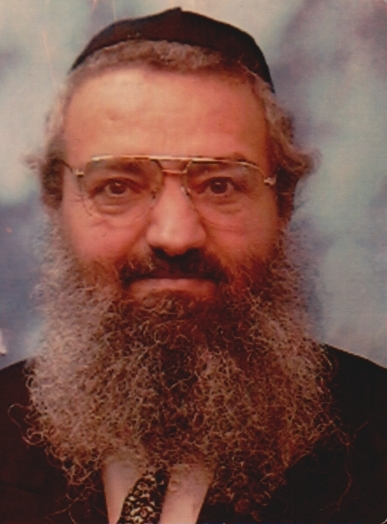
Shimon Ben-Shlomo

Shimon Ben-Shlomo (hebräisch שמעון בן שלמה; * 1. Januar 1942 im Jemen) ist ein ehemaliger israelischer Politiker, der für die ultra-orthodoxe Schas-Partei von 1984 bis 1988 Mitglied der Knesset war.

## Leben und Politische Ämter
Ben-Shlomo wurde im Jemen geboren. Nach der Unabhängigkeit Israels wanderte seine Familie 1949 nach Israel ein. Er besuchte eine Jeschiwa in Be’er Ja’akow und anschließend ein religiös ausgerichtetes Lehrerseminar in Bet Schemesch.
Am Anfang der 1980er Jahre schloss er sich der Schas-Partei an und kandidierte für die 11. Knesset, die vom 13. August 1984 bis zum 21. November 1988 dauerte. Bei den Wahlen am 23. Juli 1984 gewann die Partei 3,1 % der Stimmen, war somit die sechststärkste Fraktion, erhielt 4 Sitze und war an der Koalitionsregierung unter Shimon Peres beteiligt.
Ben-Shlomo war Mitglied in einigen Ausschüssen, unter anderem dem für Arbeit und Wohlfahrt, dem Finanzausschuss und dem Ausschuss für auswärtige Angelegenheiten und Verteidigung. Sein Vorwurf an die Israelischen Streitkräfte, ihre Verluste im Libanon seien der Preis für ihren zügellosen Lebenswandel („were killed in Lebanon because of licentiousness in the army“), sorgte für landesweite Empörung.
Am 27. September 1988 trat er aus der Fraktion aus und war bis zum Ende der Wahlperiode fraktionsloser Abgeordneter. Für die Wahlen zur 12. Knesset am 1. November 1988 begründete er eine eigene Partei, die Yishai (hebräisch ישי - יחד שבטי ישראל deutsch: Isai – die vereinigten Stämme Israels), die aber mit 2947 Stimmen an der damals noch bei einem Prozent liegenden Sperrklausel scheiterte.